# マーヒル
マーヒル（英: Maakhir, ソマリ語: Gobolka Maakhir, アラビア語:  ماخر , アラビア語のアルファベット転記:Maakhir）は、内戦状態のソマリア内で、2007年1月から2008年4月にかけてプントランドからの独立を宣言していた自治州。正式名ソマリア・マーヒル州（英: Maakhir State of Somalia, ソマリ語: Maamul Goboleedka Maakhir, アラビア語: ولاية ماخر الصومال, アラビア語のアルファベット転記:Wilaayatu Maakhir aṣ-Ṣūmāl）。ソマリア北部の海岸線沿いにあり、西のソマリランドと東のプントランドの中間に位置する。2009年にプントランドに再統合したが、その後もソマリランドとプントランドの間の紛争地域になっている。人口70,000人、面積45,000km²、人口密度15人/km²。

## 建国の経緯

### プントランド独立
後にマーヒルとなるこの地域は内戦前にはサナーグ州と呼ばれており、近年になってソマリア各地からソマリ族の大氏族ダロッドの支族ワルサンガリが集まってきていた。ワルサンガリ氏族はダロッド氏族の支族ハルティの下位支族である。ハルティはソマリア内戦中の1991年から独立を賭けてソマリア中央政府と戦い、1998年にプントランドとして国際的には未承認であるものの独立を果たした。ところがプントランドは独立宣言して以降、ハルティの一部族であるマジェルテーンの力が強く、歴代大統領はすべてマジェルテーンであり、議会の議席もほぼ半数がマジェルテーンに割り当てられていたため、マジェルティーンに有利な政治が進められた。（ソマリ族の構成についてはソマリ族#主な氏族を参照。）

### サナーグの油田採掘権
ワルサンガリ氏族はマジーティーン主体の政治に反抗し、自分らが住むサナーグ一帯をマーヒルと呼んで自治権を持った州にしようとしたが、プントランドはマーヒル州の存在を認めなかった。サナーグには油田が存在する可能性があり（プントランドにおける石油採掘）、プントランドはそれを外国資本に売却しようとしていたためであった。ワルサンガリ氏族は採掘による砂漠化と環境破壊を嫌ったが、当時プントランドの大統領だったアッデ・ムサ (Mohamud Muse Hersi) は2005年ごろからこの権利の売却を図った。プントランドはワルサンガリ氏族の意向を無視してサナーグに護衛付きの油田調査隊を送り続け、それに対抗してワルサンガリ氏族は自警団を作った。両者の争いはエスカレートし、2006年3月にはミジャヤハン(Mijayahan)で武力衝突も起きている。2006年4月、プントランドはオーストラリア籍の油田調査会社レンジリソース社(Range Resources)にサナーグでの油田調査権を認めている。

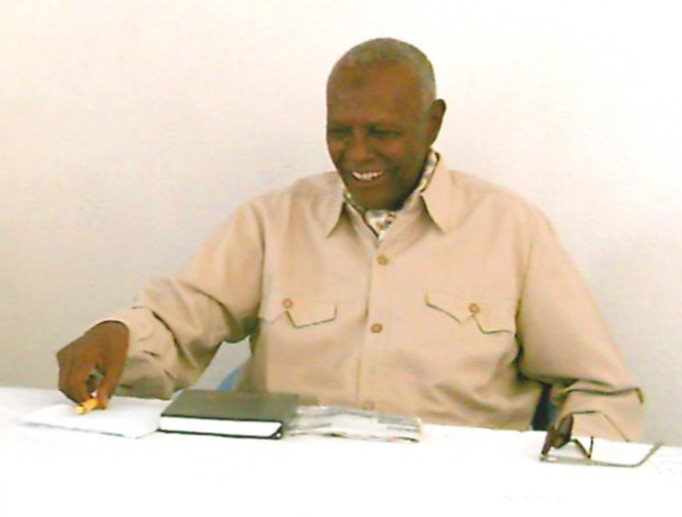
マーヒル州の最初で最後の大統領ジブリール・サラド

### 独立宣言
2007年7月1日、ワルサンガリ氏族は中心都市バハンでマーヒルの独立を宣言した。大統領にはジブリール・アリ・サラド (Jibrell Ali Salad) がなった。ただしサナーグの支配権を主張するソマリランドとプントランドの双方から認められず、両国から攻撃されることになった。2007年9月にはサルマニョ (Sarmanyo) がプントランドの攻撃を受けている。当時のソマリア暫定連邦政府首相アリー・ムハンマド・ゲーディも、マーヒルの独立を認めず、この地域はあくまでもプントランドの一地域に過ぎないと宣言している。2007年10月にはプントランドがボサソ（プントランド北西部海岸の町）から来たワルサンガリ氏族のビジネスマン数名を逮捕したため、マーヒル政府はこの男の解放を要求してボサソに通じる高速道路を封鎖する事態になっている。

### ソマリランドの介入とプントランドへの復帰
マーヒル州は旱魃とソマリランドの侵攻が主な原因となって立ち行かなくなり、大統領のジブリールが6月までに新政権を作ることを約束してマーヒル政府の解散を宣言した。その後ワルサンガリ氏族は、一族の有力者アブデュラヒ・アフメド・ジャマ (Abdullahi Ahmed Jama) 将軍を2009年1月に行われる第4代プントランド大統領選に出馬させることを条件に、プントランドへの復帰を決めた。
7月9日、ソマリランドは海賊に拉致されたドイツ人の救助を理由に、マーヒル北部のラス・コレー港を数時間占拠している。
2009年のプントランド大統領選では、別の候補アブドゥルラフマン・モハムード・ファロレが選ばれたものの、アブデュラヒ・アフメド・ジャマも内務長官として政権入りした。ファロレ新大統領の宣言により、マーヒルはプントランドへの復帰が決まった。

### 関連地図
- (1) モガディシュ（ソマリア首都）
- (2) ガローウェ（プントランドの首都）
- (3) ボサソ（プントランド最大の都市）
- (4) バハン（マーヒルの首都）
- (5) サルマニョ（マーヒルの町、2007年9月にプントランドに攻撃される）
- (6) ハダフティモ（マーヒルの町、2008年2月にソマリランドに攻撃される）
- (7) エリガボ（マーヒルの町）
- (8) ラス・コレー（マーヒルの重要な港町、2008年7月にソマリランドに一時占拠される）
- (9) ハルゲイサ（ソマリランドの首都）
- (10) ラス・アノド（ソマリランド支配下の町）

## 独立時の国家形態
マーヒルの建国時の位置づけは、プントランドと同様、あくまでもソマリア連邦の一部としての自治州であった。国外に向かっても統一ソマリアを再び建設するべきだとの主張を行った。また、マーヒル自治政府の権限はあくまでマーヒル地区のみに行われるものであって、ソマリア全体の中長期的な計画はソマリア中央政府が行うべきだとも主張した。マーヒルは、市民社会であり、法の下に統治されており、ソマリアの伝統習慣であるヘール (xeer) を守り、イスラム法であるシャリーアを尊重することを建前とした。また、自国の領土と人道支援の輸送供給を守ることを目的として、また、国際連合開発計画をはじめとする国際社会および現地NGOの活動を助けることを目的として陸軍と海軍も設置された。また、財務省を首都バハンに設置して、国内の公共設備、とりわけラースコライ港 (Laasqoray) を整備し、マーヒル州民間局の指導の下、適切な所有権や運営がなされている個人の事業活動を保護することも決められた。さらには、法務省を設けて、この地の伝統的な社会構造が原因でエスカレートする氏族間の対立を解消することを目標とした。

### 基本情報
- 公用語：ソマリ語及びアラビア語
- 大統領：Jibrell Ali Salad
- 副大統領：Ahmed Guure Adan
- 面積：35,000km²
- 人口：70,000(2006)
- 人口密度:15人/km²

### 行政区域
マーヒルが統治下にあると宣言していた地域は次の通り：
- Madar

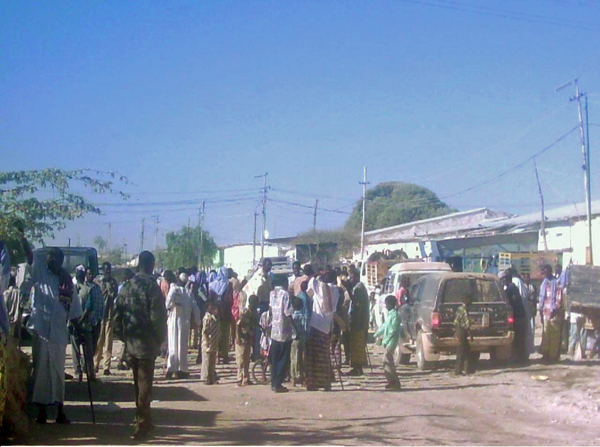
首都バハン

  - バハン - マーヒルの首都北緯10度42分19秒 東経48度20分04秒 / 北緯10.705152度 東経48.334351度
  - ハダフティモ
  - Hingalol
  - ラス・コレー
  - Yube
  - Ceelbuh
  - Laako

- Sanaag
  - エリガボ - サナーグの中心都市
  - Damala
  - Carmale
  - Geilwiete
  - Darasalaam
  - Shimbiraale
  - Ceelaqoday

- Boharo
  - ダハール - Boharoの中心都市
  - Ceelaayo
  - Bali-Busle
  - Baragaha Qol

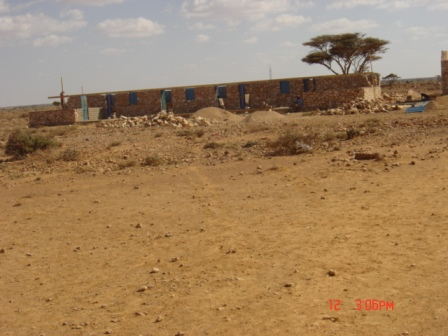
Damalaxagare

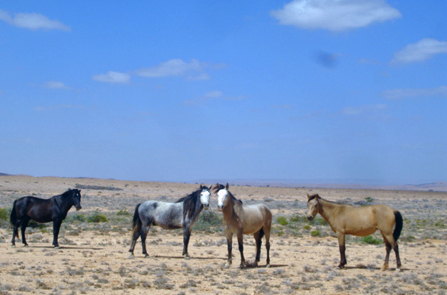
ダハールにいるアラブ種の馬。Sunaariと呼ばれている。

  - Buraan - マーヒル政府はこの地に大学を作ろうと計画していた。

### 主な都市と町
バハン, ラス・コレー, ダハール, Buraan, ハダフティモ, Hingalol, Damalla-Hagare, Eilbuh, エリガボ.

## 政治形態

### 政府
独立後の2007年8月4日、サラド大統領は閣僚7名を任命した。その一人、アフメッド・シェイハ・サラー(Mr. Ahmed Sheikh Salah)は健康上の理由から更迭となり、2007年9月8日に新たに4名が任命された。さらに2007年9月8日に7名が任命され、長官職は17名となった。この内閣はXoghayaashanと呼ばれた。
- Mr. Ahmed Hussein Yuusuf - 内務長官
- Mr. Ibrahim Mohamed Omar - 住宅長官
- Mr. Ahmed Faarah Ali - 財務長官
- Mr. Iimaan Haji Warsame Faarah - 環境長官
- Mr. Mohamud Mohamed Iise - 社会労働長官
- Mr. Sa'iid Du'aale Mohamed - 輸送長官
- Mr. Sadik Abdi Misan - 国土資源長官
- Mr. Ali Sa'iid Osmaan Qodah - 貿易工業長官
- Mr. Abdurrahman Sa'iid Ahmed - 外務長官
- Prof. Ali Abdurrahman Hirsi - 連邦渉外長官
- Prof. Mohamed Ali Mohamed - 平和回復長官
- Mr. Omar Liibaan Arab - 司法宗教長官
- Ms. Zainab Ismaa'iil Mohamed - 家庭福祉長官
- Dr. Ahmed Ali Mire - 農業牧畜長官
- Mr. Abdulkadir Mohamed Sa'iid - 漁業海洋長官
- Eng. Abdirizak Ali Mohamed (Black) - メディア文化長官
- Mr. Ali Mohamud Nuur (Ali Sanaag) - マーヒル警察軍司令官

マーヒル議会は38名が議員となった。

### 承認
2007年9月5日、ソマリア暫定連邦政権の議会で、サナーグ地区代表議員のアシャ・アブダラ(Asha Abdalla、女性)は、マーヒル自治州の設立を支持するとの意思を表明した。ただしソマリア暫定連邦政府自体はマーヒル自治州を承認も否定もしていない。